# Municipio de Vernon (condado de Jennings)
El municipio de Vernon (en inglés: Vernon Township) es un municipio ubicado en el condado de Jennings en el estado estadounidense de Indiana. En el año 2010 tenía una población de 2809 habitantes y una densidad poblacional de 31,82 personas por km².

## Geografía
El municipio de Vernon se encuentra ubicado en las coordenadas 38°57′22″N 85°35′35″O / 38.95611, -85.59306. Según la Oficina del Censo de los Estados Unidos, el municipio tiene una superficie total de 88.27 km², de la cual 88 km² corresponden a tierra firme y (0,3 %) 0,26 km² es agua.

## Demografía
Según el censo de 2010, había 2809 personas residiendo en el municipio de Vernon. La densidad de población era de 31,82 hab./km². De los 2809 habitantes, el municipio de Vernon estaba compuesto por el 98,29 % blancos, el 0,21 % eran afroamericanos, el 0,07 % eran amerindios, el 0,11 % eran asiáticos, el 0,21 % eran de otras razas y el 1,1 % eran de una mezcla de razas. Del total de la población el 0,93 % eran hispanos o latinos de cualquier raza.